# ミー・アンド・マイガール (宝塚歌劇)
『ミー・アンド・マイガール』 (ME AND MY GIRL) は宝塚歌劇団のミュージカル作品。同名ミュージカルの宝塚版。
作曲はノエル・ゲイ

。
改訂はスティーヴン・フライ

と
マイク・オクレント
。
UCC上島珈琲が協賛し、歌劇団初の冠公演として上演された。上演全てにUCC上島珈琲が協賛で参加している。
1987年初演。初演の好評ぶりから同年すぐ再演される大ヒット作となって以降、2023年まで35年にわたり度々再演されている、宝塚歌劇史上、最も愛されている海外ミュージカルのひとつ。

## 上演記録
1987年 - 1988年・月組公演
- 1987年5月15日 - 6月23日（新人公演：5月26日）　宝塚大劇場
- 1987年8月2日 - 8月30日（新人公演：8月14日）　東京宝塚劇場
- 1987年11月13日 - 12月20日（新人公演：11月27日）　宝塚大劇場
- 1988年2月3日 - 2月11日　中日劇場
- 1988年3月3日 - 3月30日（新人公演：3月11日）　東京宝塚劇場

宝塚歌劇で同一の組によるロングラン記録を樹立。
形式名は「UCCミュージカル」。2場。
12月の宝塚大劇場公演では、ビル役を涼風真世、ジャッキー役を剣幸が務める役替わり公演も上演された。
11月の新人公演では、当時研一（入団1年目）の天海祐希が主演に抜擢された。
中日劇場の主な出演者は剣幸、こだま愛、涼風真世。
1995年 - 1996年・月組公演
- 1995年8月11日 - 9月25日（新人公演：8月29日）　宝塚大劇場
- 1995年12月1日 - 12月26日（新人公演：12月12日）　東京宝塚劇場
- 1996年2月1日 - 2月14日　中日劇場

形式名は「UCCミュージカル」。2場。
宝塚・東京はトップスターの天海祐希とトップ娘役の麻乃佳世退団公演。
1996年は、中日劇場で選抜メンバーにて上演。久世星佳・風花舞のトップコンビのプレお披露目公演。
潤色・演出を担当してた小原が前年に逝去したため、初演時の演出助手だった三木章雄が潤色・演出を担当。以降は、三木が潤色・演出を担当している。
この作品を収録したDVD版がリリースされている。
2008年・月組公演
- 2008年3月21日 - 5月5日（新人公演：4月8日）　宝塚大劇場
- 2008年5月23日 - 7月6日（新人公演：6月3日）　東京宝塚劇場
- 2008年8月1日 - 8月24日　博多座

宝塚・東京における形式名は「UCC&シャディミュージカル」、博多座は「ミュージカル」。
大劇場公演は、宝塚歌劇団94期生が初舞台で、トップ娘役の彩乃かなみ・月組組長の出雲綾の退団公演。
本公演はジャッキー役を城咲あいと明日海りおが役替わりで務めた。
こちらはUCC上島珈琲に加え、シャディも協賛に参加。
博多座では当時2番手男役の霧矢大夢が主演、相手役には羽桜しずくが抜擢された。
博多座公演では、ジェラルド役とジャッキー役を龍真咲と明日海が役替わりで務めた。
|                   | ジャッキー | ソフィア   |
| ----------------- | ---------- | ---------- |
| 3月21日 - 3月28日 | 明日海りお | 城咲あい   |
| 3月29日 - 4月13日 | 城咲あい   | 明日海りお |
| 4月14日 - 4月20日 | 明日海りお | 城咲あい   |
| 4月21日 - 4月26日 | 城咲あい   | 明日海りお |
| 4月27日 - 5月3日  | 明日海りお | 城咲あい   |
| 5月4日 - 5月5日   | 城咲あい   | 明日海りお |

|                   | ジャッキー | ソフィア   |
| ----------------- | ---------- | ---------- |
| 5月23日 - 5月26日 | 明日海りお | 城咲あい   |
| 5月27日 - 6月5日  | 城咲あい   | 明日海りお |
| 6月6日 - 6月13日  | 明日海りお | 城咲あい   |
| 6月14日 - 6月19日 | 城咲あい   | 明日海りお |
| 6月20日 - 6月28日 | 明日海りお | 城咲あい   |
| 6月29日 - 7月6日  | 城咲あい   | 明日海りお |

2009年・花組公演
- 7月4日 - 7月20日　梅田芸術劇場メインホール

形式名は「ミュージカル」。
選抜メンバーにて上演。初めて月組以外の組での上演された。
ジョン卿役を壮一帆と愛音羽麗が、ジェラルド役を愛音と朝夏まなとが、ジャッキー役を壮と朝夏がそれぞれ役替わりで務めた。
|                                  | ジョン卿 | ジェラルド | ジャッキー |
| -------------------------------- | -------- | ---------- | ---------- |
| 4日 - 6日 10・11日 14・15日 19日 | 壮一帆   | 愛音羽麗   | 朝夏まなと |
| 7・8日 12・13日 17・18日 20日    | 愛音羽麗 | 朝夏まなと | 壮一帆     |

2013年・月組公演
- 5月4日 - 5月20日　梅田芸術劇場メインホール

形式名は「ミュージカル」。
選抜メンバーにて上演。
ジェラルドとジャッキーを美弥るりかと凪七瑠海が、パーチェスターとヘザーセットを星条海斗と沙央くらまがそれぞれ役替わりで務めた。
2016年・花組公演
宝塚大劇場と東京宝塚劇場で上演。
- 4月29日（金）-6月6日（月）（新人公演：5月17日（火））　宝塚大劇場
- 6月24日（金）-7月31日（日）（新人公演：7月7日（木））　東京宝塚劇場

形式名は「UCCミュージカル」。
ジョン卿役を芹香斗亜と瀬戸かずやが、マリア役を桜咲彩花と仙名彩世が、ジェラルド役を芹香と水美舞斗が、ジャッキー役を柚香光と鳳月杏が、パーチェスター役を柚香と鳳真由で役替わり上演。
新人公演は、ビル、サリー、ジョン郷、マリアがダブルキャストで、宝塚と東京で1幕2幕を入れ替えて上演、ジェラルドとジャッキーは宝塚と東京でキャストを入れ替えての上演となる。
東京宝塚劇場での千秋楽は映画館でのライブビューイングも実施された。
|                                | ジョン卿   | ジャクリーン （ジャッキー） | ジェラルド | パーチェスター | マリア公爵夫人 |
| ------------------------------ | ---------- | --------------------------- | ---------- | -------------- | -------------- |
| 4月29日-5月9日 5月19日-5月24日 | 芹香斗亜   | 柚香光                      | 水美舞斗   | 鳳真由         | 桜咲彩花       |
| 5月10日-5月17日 5月26日-6月6日 | 瀬戸かずや | 鳳月杏                      | 芹香斗亜   | 柚香光         | 仙名彩世       |

|                                | ジョン卿   | ジャクリーン （ジャッキー） | ジェラルド | パーチェスター | マリア公爵夫人 |
| ------------------------------ | ---------- | --------------------------- | ---------- | -------------- | -------------- |
| 7月2日-7月14日 7月26日-7月31日 | 芹香斗亜   | 柚香光                      | 水美舞斗   | 鳳真由         | 桜咲彩花       |
| 6月24日-7月1日 7月16日-7月24日 | 瀬戸かずや | 鳳月杏                      | 芹香斗亜   | 柚香光         | 仙名彩世       |

2023年・星組公演
10月9日 - 11月2日 博多座

## スタッフ

### 1987年・1988年（中日劇場公演を除く）
※氏名の後ろに「宝塚」、「東京」、「5-8月」、「1987年11月-1988年3月」の文字がなけれ全公演共通。
- 脚本・作詩：L.アーサー・ローズ[1][2][3][4]/ダグラス・ファーバー[1][2][3][4]
- 脚色・演出は小原弘稔[1][2][3][4]
- 翻訳は清水俊二[1][2]
- 訳詩は岩谷時子[1][2]
- 音楽：吉崎憲治[1]（宝塚のみの出典[25]）
- 編曲：橋本和明[1]（宝塚のみの出典[25]）
- 音楽指揮：野村陽児（宝塚）[1][25]、大谷肇（東京）[3][4]
- 振付：山田卓[1]（宝塚のみの出典[25]）
- 装置：石浜日出雄[1]（宝塚のみの出典[25]）/関谷敏昭[1]（宝塚のみの出典[25]）
- 衣装：任田幾英[1]（宝塚のみの出典[25]）
- 照明：今井直次[1]（宝塚のみの出典[26]）
- 小道具：万波一重[1]（宝塚のみの出典[26]）
- 効果：扇野信夫[1]（宝塚のみの出典[26]）
- 音楽監督：松永浩志[1]
- 演技監督：美吉左久子[1]（宝塚のみの出典[26]）
- 演出補：三木章雄[1]（宝塚のみの出典[26]）
- 演出助手：石田昌也[1]（宝塚のみの出典[26]）
- 振付助手：立ともみ[1]
- 製作担当：柏原正一（5-8月東京）[3]、長谷山太刀夫（1987年11月-1988年3月東京）[4]
- 制作：山田謙治[1]（宝塚のみの出典[26]）

### 1995年・1996年
※氏名の後ろに「宝塚」、「東京」、「中日」の文字がなければ両劇場共通。
- 脚本・作詞：L.アーサー・ローズ（宝塚・東京）[6][7]/ダグラス・ファーバー（宝塚・東京）[6][7]
- 脚本・演出：L.アーサー・ローズ（中日）[8]/ダグラス・ファーバー（中日）[8]
- 脚色・演出：小原弘稔[6][7][8]/三木章雄[6][7][8]
- 翻訳：清水俊二[6]
- 訳詞：岩谷時子[6]
- 音楽：吉崎憲治[6]/橋本和明[6]
- 編曲：宮原透[6]
- 音楽指揮：岡田良機（宝塚・中日）[6]/佐々田愛一郎（宝塚・中日）[6]、伊沢一郎（東京）[7]/清川知己（東京）[7]
- 振付：山田卓[6]
- 装置：石濱日出雄[6]/関谷敏昭[6]
- 衣装：任田幾英[6]
- 照明：今井直次[6]
- 音響：加門清邦[6]
- 小道具：万波一重[6]/伊集院撤也[6]
- 効果：切江勝[6]
- 演技指導：美吉左久子[6]
- 演出補：石田昌也[6]
- 演出助手：加藤誠/齋藤吉正[6]
- 振付助手：立ともみ[6]/麻咲梨乃[6]
- 装置補：広森守[6]
- 衣装補：田口美香[6]/有村淳[6]
- 舞台進行：恵見和弘[6]/赤坂英雄[6]
- 舞台監督：佐田民夫（東京）[7]/滝澤辰也（東京）[7]/伏見悦男（東京）[7]/柴田尚（東京）[7]/星恵（東京）[7]
- 演奏：東宝オーケストラ（東京）[7]
- 制作：佐分孝[6]
- 協賛：UCC上島珈琲株式会社[6]
- 製作担当：長谷山太刀夫（東京）[7]
- 制作協力：東宝ミュージック株式会社[6]
- 演出担当（新人公演）：加藤誠[6][7]

### 2008年
宝塚大劇場公演
- 脚本・作詩：L.アーサー・ローズ[15]/ダグラス・ファーバー[15]
- 脚色：小原弘稔[15]
- 脚色・演出：三木章雄[15]
- 翻訳：清水俊二[15]
- 訳詞：岩谷時子[15]
- 音楽監督：吉崎憲治[15]
- 編曲：前田繁実[15]/脇田稔[15]
- 音楽指揮：佐々田愛一郎[15]
- 振付：山田卓[15]/麻咲梨乃[15]/若央りさ[15]/藤井真梨子[15]
- ハットトリック指導：ケンジ中尾[15]
- 装置：石濱日出雄[15]/関谷敏昭[15]
- 衣装：任田幾英[15]
- 照明：今井直次[15]
- 音響：大坪正仁[15]
- 小道具：伊集院徹也[15]
- 効果：切江勝[15]
- 歌唱指導：矢部玲司[15]
- 口上指導：今西正子[15]
- 演出補：齋藤吉正[15]
- 演出助手：小柳奈穂子[15]/田渕大輔[15]/大畑浩恵[15]/鈴木年子[15]
- 装置補：広森守[15]
- 衣装補：河底美由紀[15]
- 照明助手：佐渡孝治[15]
- 舞台進行：恵見和弘[15]/中村兆成[15]/若林修[15]
- 舞台美術製作：株式会社宝塚舞台[15]
- 演奏：宝塚歌劇オーケストラ[15]
- 制作：木場健之[15]
- 制作補：西尾雅彦[15]
- 制作・著作：宝塚歌劇団[15]
- 制作協力：東宝ミュージック株式会社[15]
- 主催：阪急電鉄株式会社[15]
- 協賛：UCC上島珈琲株式会社[15]/シャディ株式会社[15]

東京宝塚劇場・博多座公演
- 脚本・作詩：L.アーサー・ローズ[10][11]/ダグラス・ファーバー[10][11]
- 脚色：小原弘稔[10][11]
- 脚色・演出：三木章雄[10][11]

### 2009年
- 脚本・作詞：L.アーサー・ローズ/ダグラス・ファーバー[12]
- 脚色：小原弘稔[12]
- 脚色・演出：三木章雄[12]

### 2013年
- 脚本・作詞：L.アーサー・ローズ/ダグラス・ファーバー[13]
- 脚色：小原弘稔[13]
- 脚色・演出：三木章雄[13]

### 2016年
※宝塚公式サイトのデータ。
- 脚本・作詩：L.アーサー・ローズ[27]/ダグラス・ファーバー[27]
- 脚色：小原弘稔[27]
- 脚色・演出：三木章雄[27]
- 翻訳：清水俊二[27]
- 訳詞：岩谷時子[27]
- 音楽監督：吉崎憲治[27]
- 編曲：前田繁実[27]/脇田稔[27]
- 音楽指揮：佐々田愛一郎（宝塚の1幕）[27]/清川知巳（宝塚の2幕）[27]、御﨑惠（東京の1幕）[27]/清川知巳（東京の2幕）[27]
- 振付：山田卓[27]/麻咲梨乃[27]/若央りさ[27]/藤井真梨子[27]/KENJI[27]
- ハットトリック指導：KENJI[27]
- 装置：石濱日出雄/関谷敏昭[27]
- 衣装：任田幾英[27]
- 照明：勝柴次朗[27]
- 音響：大坪正仁[27]
- 歌唱指導：ちあきしん[27]
- 演技指導：登坂倫子[27]
- 制作・著作：宝塚歌劇団[27]
- 主催：阪急電鉄株式会社[27]

## 出演者一覧
※氏名の後ろの「（）」はその年・当時の所属組。

### 1996年　中日劇場
※宝塚90年史からのデータ。
- 邦なつき
- 旭麻里
- 大峯麻友
- 久世星佳
- 夏妃真美
- 暁なぎさ
- 光樹すばる
- 真山葉瑠
- 越はるき
- 高千穂舞

- 姿月あさと
- 鷹悠貴
- 松波美鶴
- 甲斐千ひろ
- 木南あづさ
- 汐風幸
- 一紗まひろ
- 祐輝薫
- 山吹沙世
- 那津乃咲

- 逢原せりか
- 若江由季
- 瑞穂環
- 風花舞
- 樹里咲穂
- 高翔みず希
- 高牟礼あゆ
- 南城あおい
- 鈴奈美央
- まほろば遊

- 穂波亜莉亜
- 水島あおい
- 昴一輝
- 華路ゆうき
- 彩苑ゆき
- 苑宮令奈
- 大鷹つばさ
- 華月あや
- 南城ひかり
- 有香潤

- 汝鳥伶（専科）

### 2008年　宝塚・東京
※下記のデータは宝塚公式ホームページによる。研究科一年生（94期生）は東京のみ。
- 出雲綾
- 北嶋麻実
- 瀬奈じゅん
- 越乃リュウ
- 霧矢大夢
- 花瀬みずか
- 一色瑠加
- 遼河はるひ
- 良基天音
- 研ルイス

- 彩乃かなみ
- 桐生園加
- 美鳳あや
- 涼城まりな
- 音姫すなお
- 青樹泉
- 天野ほたる
- 城咲あい
- 星条海斗
- 憧花ゆりの

- 妃鳳こころ
- 姿樹えり緒
- 朝桐紫乃
- 龍真咲
- 麻月れんか
- 美夢ひまり
- 萌花ゆりあ
- 榎登也
- 綾月せり
- 羽咲まな

- 光月るう
- 夏月都
- 彩央寿音
- 華央あみり
- 紗蘭えりか
- 鼓英夏
- 明日海りお
- 流輝一斗
- 五十鈴ひかり
- 沢希理寿

- 妃乃あんじ
- 羽桜しずく
- 美翔かずき
- 響れおな
- 宇月颯
- 玲実くれあ
- 琴音和葉
- 彩星りおん
- 夏鳳しおり
- 海桐望

- 瑞羽奏都
- 朝凪麻名
- 紫門ゆりや
- 貴千碧
- 白雪さち花
- 麗百愛
- 咲希あかね
- 春咲ころん
- 篁祐希
- 有瀬そう

- 華那みかり
- 蘭乃はな
- 千海華蘭
- 舞乃ゆか
- 煌月爽矢
- 貴澄隼人
- 真愛涼歌
- 風凛水花
- 鳳月杏
- 愛那結梨

- 輝城みつる
- 花陽みら
- 紗那ゆずは
- 真凜カンナ
- 星輝つばさ
- 都月みあ
- 星那由貴
- 美宙果恋
- 凜華もえ
- 翔我つばき

- 未沙のえる（専科）

#### 研究科一年生
- 愛風ゆめ
- 天翔りいら
- 隼海惺
- 香咲蘭
- 珠城りょう
- 煌海ルイセ
- 夢羽美友
- 紫乃加りあ
- 美泉儷

### 2008年　博多座
※宝塚公式ページのデータ。
- 霧矢大夢
- 花瀬みずか
- 良基天音
- 研ルイス
- 桐生園加
- 美鳳あや
- 音姫すなお
- 天野ほたる
- 星条海斗
- 朝桐紫乃

- 龍真咲
- 麻月れんか
- 萌花ゆりあ
- 榎登也
- 鼓英夏
- 明日海りお
- 五十鈴ひかり
- 羽桜しずく
- 妃乃あんじ
- 響れおな

- 玲実くれあ
- 夏鳳しおり
- 海桐望
- 貴千碧
- 麗百愛
- 有瀬そう
- 篁祐希
- 蘭乃はな
- 千海華蘭
- 貴澄隼人

- 真愛涼歌
- 愛那結梨
- 輝城みつる
- 紗那ゆずは
- 星那由貴
- 翔我つばき
- 都月みあ
- 美宙果恋
- 凜華もえ

- 京三紗（専科）

### 2009年 梅田芸術劇場メインホール
※宝塚公式ページのデータ。
- 夏美よう
- 絵莉千晶
- 真飛聖
- 壮一帆
- 愛音羽麗
- 桜一花
- 紫峰七海
- 初姫さあや
- 日向燦
- 桜乃彩音

- 祐澄しゅん
- 聖花まい
- 朝夏まなと
- 月央和沙
- 天宮菜生
- 華月由舞
- 嶺乃一真
- 浦輝ひろと
- 芽吹幸奈
- 瀬戸かずや

- 瞳ゆゆ
- 夏城らんか
- 白姫あかり
- 鳳真由
- 輝良まさと
- 春花きらら
- 真瀬はるか
- 鞠花ゆめ
- 月野姫花
- 初花美咲

- 花織千桜
- 日高大地
- 真輝いづみ
- 航琉ひびき
- 桜咲彩花
- 凪咲星南
- 夢花らん
- 冴華りおな

- 京三紗（専科）
- 未沙のえる（専科）

### 2013年 梅田芸術劇場メインホール
※宝塚公式ページのデータ。
- 越乃リュウ
- 星条海斗
- 憧花ゆりの
- 妃鳳こころ
- 龍真咲
- 沙央くらま
- 萌花ゆりあ
- 綾月せり
- 光月るう
- 凪七瑠海

- 美弥るりか
- 美翔かずき
- 響れおな
- 宇月颯
- 玲実くれあ
- 瑞羽奏都
- 紫門ゆりや
- 煌月爽矢
- 真愛涼歌
- 風凛水花

- 花陽みら
- 輝城みつる
- 翔我つばき
- 香咲蘭
- 夢羽美友
- 愛希れいか
- 美里夢乃
- 優ひかる
- 春海ゆう
- 茜小夏

- 桜奈あい
- 海乃美月
- ひめ乃礼絵
- 姫咲美礼
- 暁千星
- 周旺真広
- 麗泉里
- 紫乃小雪
- 音風せいや
- 清華蘭

### 2016年 宝塚・東京
※宝塚公式ページのデータ
- 高翔みず希
- 花野じゅりあ
- 夕霧らい
- 明日海りお
- 芽吹幸奈
- 梅咲衣舞
- 瀬戸かずや
- 冴月瑠那
- 鳳真由
- 白姫あかり

- 鞠花ゆめ
- 天真みちる
- 鳳月杏
- 芹香斗亜
- 菜那くらら
- 桜咲彩花
- 航琉ひびき
- 美花梨乃
- 舞月なぎさ
- 仙名彩世

- 和海しょう
- 華雅りりか
- 羽立光来
- 新菜かほ
- 冴華りおな
- 紗愛せいら
- 水美舞斗
- 柚香光
- 真鳳つぐみ
- 乙羽映見

- 優波慧
- 朝月希和
- 花乃まりあ
- 更紗那知
- 千幸あき
- 桜舞しおん
- 矢吹世奈
- 城妃美伶
- 春妃うらら
- 紅羽真希

- 雛リリカ
- 綺城ひか理
- 碧宮るか
- 峰果とわ
- 飛龍つかさ
- 茉玲さや那
- 澄月菜音
- 七輝かおる
- 桜花りな
- 亜蓮冬馬

- 若草萌香
- 帆純まひろ
- 凛乃しづか
- 高峰潤
- 春矢祐璃
- 音くり寿
- 糸月雪羽
- 聖乃あすか
- 泉まいら
- 華優希

- 一之瀬航季
- 和礼彩
- 舞希翼
- 咲乃深音
- 愛乃一真
- 夏葉ことり
- 芹尚英
- 凜香百音
- 龍季澪
- 翼杏寿

- 涼香希南

### 2023年 博多座
※宝塚公式ページのデータ
- 水美舞斗
- 白妙なつ
- 大輝真琴
- 輝咲玲央
- ひろ香祐
- 紫りら
- 暁千星
- 天華えま
- 天希ほまれ
- 小桜ほのか

- 蒼舞咲歩
- 二條華
- 極美慎
- 煌えりせ
- 颯香凜
- 舞空瞳
- 奏碧タケル
- 都優奈
- 水乃ゆり
- 紘希柚葉

- 星咲希
- 綾音美蘭
- 碧音斗和
- 凛央捺はる
- 鳳花るりな
- 彩夏こいき
- 青風希央
- 愛花いと
- 凰陽さや華
- 飛翠真凜

- 碧羽陽
- 和波煌
- 美玲ひな
- 藍羽ひより
- 乙妃優寿
- 絢咲羽蘭
- 馳琉輝
- 早瀬まほろ
- 美鈴桜
- 湖ノ花なり

## 主な配役
年・月は、宝塚大劇場と東京宝塚劇場の場合は宝塚公演時のものである。

### 1980年代・1990年代
|                      | 1987年月組        | 1987年月組         | 1987年月組     | 1995年月組     | 1995年月組                        | 1996年月組 |
| 宝塚・東京公演       | 宝塚・東京公演    | 宝塚・東京公演     | 宝塚・東京公演 | 宝塚・東京公演 | 中日劇場公演                      |            |
| 本公演               | 新人公演 5月・8月 | 新人公演 11月・3月 | 本公演         | 新人公演       | 中日劇場公演                      |            |
| -------------------- | ----------------- | ------------------ | -------------- | -------------- | --------------------------------- | ---------- |
| ビル                 | 剣幸 （涼風真世） | 涼風真世           | 天海祐希       | 天海祐希       | 水夏希（一幕） 成瀬こうき（二幕） | 久世星佳   |
| サリー               | こだま愛          | 朝凪鈴             | 檀ひとみ       | 麻乃佳世       | 千ほさち（一幕） 水沢葉月（二幕） | 風花舞     |
| ジョン卿             | 郷真由加          | 若央りさ           | 久世星佳       | 久世星佳       | 水月静（一幕） 彩輝直（二幕）     | 汝鳥伶     |
| マリア               | 春風ひとみ        | 淀都               | 淀都           | 邦なつき       | 星野瞳（一幕） 那津乃咲（二幕）   | 邦なつき   |
| ジェラルド           | 桐さと実          | 久世星佳           | 轟悠           | 姿月あさと     | 大和悠河（一幕） 大空祐飛（二幕） | 姿月あさと |
| ジャッキー           | 涼風真世 （剣幸） | 檀ひとみ           | 若央りさ       | 真琴つばさ     | 樹里咲穂（一幕） 華月あや（二幕） | 樹里咲穂   |
| パーチェスター       | 未沙のえる        | 波音みちる         | 波音みちる     | 汐風幸         | 嘉月絵理                          | 汐風幸     |
| ヘザーセット         | 星原美沙緒        | 美輪さいこ         | 美輪さいこ     | 真山葉瑠       | 祐輝薫                            | 真山葉瑠   |
| バターズビー卿       | 愛川麻貴          | 大峯麻友           | 大峯麻友       | 葵美哉         | 舞音梓                            | 光樹すばる |
| レディ・バターズビー | 京三紗            | 梨花ますみ         | 梨花ますみ     | 夏妃真美       | 山吹紗世                          | 夏妃真美   |
| ジャスパー卿         | 汝鳥伶            | 八汐祐季           | 八汐祐季       | 大峯麻友       | 高翔みず希                        | 大峯麻友   |
| ワーシントン夫人     | 朝みち子          | 千田真弓           | 千田真弓       | 梨花ますみ     | 高牟礼あゆ                        | 暁なぎさ   |
| ソフィア・ブライトン | 朝凪鈴            | 舞希彩             | 舞希彩         | 風花舞         | 南城ひかり                        | 山吹紗世   |
| ランベス・キング     | 葵美哉            | 幸風イレネ         | 幸風イレネ     | 鷹悠貴         | 越乃リュウ                        | 鷹悠貴     |
| ランベス・クイーン   | 千田真弓          | 雪邑響子           | 雪邑響子       | 山吹紗世       | 瑠菜まり                          | 高牟礼あゆ |
| ブラウン夫人         | 邦なつき          | 並樹かおり         | 並樹かおり     | 夏河ゆら       | 逢原せりか                        | 逢原せりか |
| ボブ・パーキング     | 八汐祐季          | いつき吟夏         | いつき吟夏     | 樹里咲穂       | 大鷹つばさ                        | 高翔みず希 |

### 2000年代
|                      | 2008年月組          | 2008年月組                              | 2008年月組                    | 2009年花組          |
| 宝塚・東京公演       | 宝塚・東京公演      | 博多座公演                              | 梅田芸術劇場 メインホール公演 |                     |
| 本公演               | 新人公演            | 博多座公演                              | 梅田芸術劇場 メインホール公演 |                     |
| -------------------- | ------------------- | --------------------------------------- | ----------------------------- | ------------------- |
| ビル                 | 瀬奈じゅん          | 明日海りお                              | 霧矢大夢                      | 真飛聖              |
| サリー               | 彩乃かなみ          | 羽桜しずく                              | 羽桜しずく                    | 桜乃彩音            |
| ジョン卿             | 霧矢大夢            | 流輝一斗（一幕） 光月るう（二幕）       | 桐生園加                      | 壮一帆 愛音羽麗     |
| マリア               | 出雲綾              | 彩星りおん（一幕） 羽咲まな（二幕）     | 京三紗                        | 京三紗              |
| ジェラルド           | 遼河はるひ          | 紫門ゆりや（一幕） 宇月颯（二幕）       | 龍真咲 明日海りお             | 愛音羽麗 朝夏まなと |
| ジャッキー           | 城咲あい 明日海りお | 蘭乃はな                                | 明日海りお 龍真咲             | 朝夏まなと 壮一帆   |
| パーチェスター       | 未沙のえる          | 五十鈴ひかり（一幕） 美翔かずき（二幕） | 星条海斗                      | 未沙のえる          |
| ヘザーセット         | 越乃リュウ          | 華央あみり（一幕） 海桐望（二幕）       | 研ルイス                      | 夏美よう            |
| バターズビー卿       | 一色瑠加            | 沢希理寿                                | 良基天音                      | 日向燦              |
| レディ・バターズビー | 憧花ゆりの          | 紗蘭えりか                              | 花瀬みずか                    | 初姫さあや          |
| ジャスパー卿         | 北嶋麻実            | 彩央寿音                                | 朝桐紫乃                      | 紫峰七海            |
| ワーシントン夫人     | 天野ほたる          | 白雪さち花                              | 天野ほたる                    | 聖花まい            |
| ソフィア・ブライトン | 明日海りお 城咲あい | 琴音和葉                                | 萌花ゆりあ                    | 桜一花              |
| ランベス・キング     | 桐生園加            | 瑞羽奏都                                | 麻月れんか                    | 祐澄しゅん          |
| ランベス・クイーン   | 涼城まりな          | 玲実くれあ                              | 玲実くれあ                    | 華月由舞            |
| ブラウン夫人         | 美鳳あや            | 夏月都                                  | 美鳳あや                      | 絵莉千晶            |
| ボブ・パーキング     | 青樹泉              | 響れおな                                | 響れおな                      | 月央和沙            |

### 2010年代
|                               | 2013年月組          | 2016年花組          | 2016年花組                                                                |
| 梅田芸術劇場 メインホール公演 | 宝塚・東京公演      | 宝塚・東京公演      |                                                                           |
| 梅田芸術劇場 メインホール公演 | 本公演              | 新人公演            |                                                                           |
| ----------------------------- | ------------------- | ------------------- | ------------------------------------------------------------------------- |
| ビル                          | 龍真咲              | 明日海りお          | 優波慧（一幕・宝塚 / 二幕・東京） 綺城ひか理（二幕・宝塚 / 一幕・東京）   |
| サリー                        | 愛希れいか          | 花乃まりあ          | 城妃美伶（一幕・宝塚 / 二幕・東京） 音くり寿（二幕・宝塚 / 一幕・東京）   |
| ジョン卿                      | 越乃リュウ          | 芹香斗亜 瀬戸かずや | 亜蓮冬馬（一幕・宝塚 / 二幕・東京） 飛龍つかさ（二幕・宝塚 / 一幕・東京） |
| マリア                        | 憧花ゆりの          | 桜咲彩花 仙名彩世   | 春妃うらら（一幕・宝塚 / 二幕・東京） 乙羽映見（二幕・宝塚 / 一幕・東京） |
| ジェラルド                    | 凪七瑠海 美弥るりか | 水美舞斗 芹香斗亜   | 聖乃あすか（宝塚） 帆純まひろ（東京）                                     |
| ジャッキー                    | 美弥るりか 凪七瑠海 | 柚香光 鳳月杏       | 帆純まひろ（宝塚） 聖乃あすか（東京）                                     |
| パーチェスター                | 星条海斗 沙央くらま | 鳳真由 柚香光       | 矢吹世奈                                                                  |
| ヘザーセット                  | 沙央くらま 星条海斗 | 天真みちる          | 澄月菜音                                                                  |
| バターズビー卿                | 紫門ゆりや          | 高翔みず希          | 紅羽真希                                                                  |
| レディ・バターズビー          | 萌花ゆりあ          | 花野じゅりあ        | 更紗那知                                                                  |
| ジャスパー卿                  | 綾月せり            | 夕霧らい            | 千幸あき                                                                  |
| ワーシントン夫人              | 妃鳳こころ          | 梅咲衣舞            | 雛リリカ                                                                  |
| ソフィア・ブライトン          | 花陽みら            | 華雅りりか          | 桜花りな                                                                  |
| ランベス・キング              | 煌月爽矢            | 瀬戸かずや 鳳真由   | 七輝かおる                                                                |
| ランベス・クイーン            | 玲実くれあ          | 鳳月杏 水美舞斗     | 朝月希和                                                                  |
| ブラウン夫人                  | 光月るう            | 芽吹幸奈            | 若草萌香                                                                  |
| ボブ・パーキング              | 宇月颯              | 冴月瑠那            | 桜舞しおん                                                                |

### 2020年代
|                      | 2023年星組      |
| 博多座公演           |                 |
| -------------------- | --------------- |
| ビル                 | 水美舞斗 暁千星 |
| サリー               | 舞空瞳          |
| ジョン卿             | 暁千星 水美舞斗 |
| マリア               | 小桜ほのか      |
| ジェラルド           | 天華えま        |
| ジャッキー           | 極美慎          |
| パーチェスター       | ひろ香祐        |
| ヘザーセット         | 輝咲玲央        |
| バターズビー卿       | 大輝真琴        |
| バターズビー夫人     | 白妙なつ        |
| ジャスパー卿         | 蒼舞咲歩        |
| ワーシントン夫人     | 二條華          |
| ソフィア・ブライトン | 水乃ゆり        |
| ランベス・キング     | 颯香凜          |
| ランベス・クイーン   | 絢咲羽蘭        |
| ブラウン夫人         | 紫りら          |
| ボブ・パーキング     | 紘希柚葉        |
| 警官                 | 天希ほまれ      |
| チーフメイド         | 都優奈          |
| ディス夫人           | 星咲希          |
| メイ・マイルズ       | 綾音美蘭        |

## 主な楽曲
- ミー＆マイガール(メイン・ソング)
- あなたは私に夢を見させる
- 一度ハートを失ったら
- ランベス・ウォーク
- 顎で受けなさい
- 街灯によりかかって(メイン・ソング)